# Theo en Thea
Theo en Thea is een komisch duo en een gelijknamig jeugdprogramma dat werd uitgezonden door de VPRO tussen 1985 en 1989. Het programma maakte deel uit van het totaalprogramma Bij Nieuwegein rechtsaf, het kinderblok van de VPRO-televisie. Het duo bestond uit Arjan Ederveen en Tosca Niterink.

## Geschiedenis
Theo en Thea was van 1985 tot en met 1989 op televisie te zien. Het duo, met de kenmerkende tandjes, dikke brillen en vreemde stemmen was erg populair bij de jeugd, waar het oorspronkelijk voor bedoeld was. Het kreeg echter ook onder studenten een zekere cultstatus. De reeks zorgde ook voor wat controverse bij verontruste ouders omdat Theo en Thea ook thema's behandelden die niet voor kinderen geschikt worden geacht, zoals prostitutie, drugs en ongewenste intimiteiten.
Het programma begon als onderdeel van Bij Nieuwegein rechtsaf, het kinderblok van de VPRO. Hierin beeldden Theo en Thea een sprookje uit waarvan de oplossing geraden moest worden. Dit sloeg zo aan dat ze daarna hun eigen serie kregen. Het programma ontstond eigenlijk per ongeluk: Niterink en Ederveen wilden een programma maken voor volwassenen, maar dat werd niet geaccepteerd door de omroep. Als troost werd ze aangeboden om een kort stukje te doen in het kinderprogramma van de VPRO, wat Theo en Thea werd.
In 1989 maakte het duo de speelfilm Theo en Thea en de ontmaskering van het tenenkaasimperium (regie: Pieter Kramer) waar onder anderen ook Marco Bakker en Adèle Bloemendaal in mee speelden. Op 31 december 1989 waren ze voor het laatst op televisie met Theo en Thea's ouderjaarsavondshow.
Er waren nadien nog regelmatig herhalingen te zien bij Villa Achterwerk het latere blok met jeugdprogramma's van de VPRO-televisie. Op zaterdag 3 oktober 2009 werd, in het kader van het vijfentwintigjarig jubileum van Villa Achterwerk, een marathonuitzending verzorgd met bijna alle afleveringen van Theo en Thea. De aflevering Bejaardenproblematiek is niet uitgezonden omdat deze niet op tijd gevonden was in het archief. Verder was ervoor gekozen om de oorspronkelijke 4:3-beelden bij te snijden tot een 16:9-breedbeeldformaat, waardoor een flink gedeelte van het oorspronkelijke beeld was weggeknipt. De afleveringen van het eerste seizoen van Theo en Thea zijn in 2009 op dvd verschenen.

## Format
Afleveringen van Theo en Thea duurden steeds ongeveer een kwartier en kenden een vaste opzet. Theo en Thea richtten zich aan het begin van een uitzending verstopt of vermomd tot de kijkers met de tekst: “Jullie vragen je natuurlijk af wie wij zijn. Dat gaan we nu bekendmaken.” Na zich te hebben geïntroduceerd als Theo en Thea wierpen ze de vraag op "Wie, wat, waar gaat het eigenlijk over?"
Vervolgens werden er aanwijzingen gegeven en begon het programma, dat bestond uit een toneelstukje waarin het onderwerp van de aflevering werd uitgebeeld. Theo en Thea speelden dan andere personages, maar aan het einde van de aflevering vielen ze uit hun rol om te vertellen wat het onderwerp van de aflevering was, waarbij Thea steevast het verkeerde antwoord gaf: emancipatie (seizoen 1985-1986) of ongewenste intimiteiten (seizoen 1986-1987). Alleen bij de laatste aflevering van ieder seizoen had ze het goed. In andere afleveringen vormde haar antwoord een zoveelste aanleiding voor het terugkerende gekibbel dat Theo en Thea zo typeerde. Dit gekibbel duurde vaak voort tot het einde van de aflevering, nadat Theo het daadwerkelijke onderwerp had verteld.
Hoewel iedere aflevering op zichzelf stond, kwam een aantal typetjes in meerdere uitzendingen terug. Sommigen van hen doken ook op op de lp, in het boek en de speelfilm. Zulke figuren waren Professor (Diederik Olivier Maria) Zuurbekje, Anneke Artistiek en in het bijzonder de voormalige buurvrouwen Ans Aarsema en Bea Hofman.

## Afleveringen

### Theo en Thea - Wie, wat, waar gaat het eigenlijk over? 1985-1987
| Aflevering | Titel                     | Uitzenddatum     |
| ---------- | ------------------------- | ---------------- |
| 1          | Seks                      | 2 oktober 1985   |
| 2          | Echtscheiding             | 9 oktober 1985   |
| 3          | Diefstal                  | 16 oktober 1985  |
| 4          | Dierenmishandeling        | 23 oktober 1985  |
| 5          | Angst                     | 30 oktober 1985  |
| 6          | Oorlog                    | 6 november 1985  |
| 7          | Uiterlijk                 | 13 november 1985 |
| 8          | Verliefdheid en Pijn      | 20 november 1985 |
| 9          | Kunst                     | 27 november 1985 |
| 10         | Hebzucht                  | 4 december 1985  |
| 11         | Hygiëne                   | 11 december 1985 |
| 12         | Stiekem                   | 18 december 1985 |
| 13         | Emancipatie               | 25 december 1985 |
| 14         | Drugsverslaving           | 1 oktober 1986   |
| 15         | Romantiek                 | 8 oktober 1986   |
| 16         | Lesbiennes                | 15 oktober 1986  |
| 17         | De dood en vegetarisme    | 22 oktober 1986  |
| 18         | Humor                     | 29 oktober 1986  |
| 19         | Onderhandelen             | 5 november 1986  |
| 20         | Moderne techniek          | 12 november 1986 |
| 21         | Paniek                    | 19 november 1986 |
| 22         | Prostitutie               | 26 november 1986 |
| 23         | Kerstgedachten            | 17 december 1986 |
| 24         | Doen-als-of (Zeg 'ns AAA) | 7 januari 1987   |
| 25         | Sensatie                  | 21 januari 1987  |
| 26         | Nachtmerries              | 4 februari 1987  |
| 27         | Stijldansen               | 18 februari 1987 |
| 28         | Fobieën                   | 4 maart 1987     |
| 29         | Reclame                   | 18 maart 1987    |
| 30         | 1 April                   | 1 april 1987     |
| 31         | Bejaardenproblematiek     | 15 april 1987    |
| 32         | Examen-neurose            | 29 april 1987    |
| 33         | Dagdromen                 | 13 mei 1987      |
| 34         | Ongewenste intimiteiten   | 27 mei 1987      |

### Theo en Thea in de Gloria 1988
| Aflevering | Titel            | Uitzenddatum     | Gastrollen                          |
| ---------- | ---------------- | ---------------- | ----------------------------------- |
| 1          | Depressie        | 10 januari 1988  | Erwin Kroll en Berdien Stenberg     |
| 2          | Dieet            | 24 januari 1988  | Ria Bremer                          |
| 3          | Carnaval         | 7 februari 1988  | Pater Verhagen en Sonja Barend      |
| 4          | Gehandicapt      | 21 februari 1988 | Kees Schut en Ted de Braak          |
| 5          | Doping           | 6 maart 1988     | Ab Wolders en Hans van Willigenburg |
| 6          | Criminaliteit    | 20 maart 1988    | Fabian en Sjoukje Hooymaayer        |
| 7          | Eenzaamheid      | 27 maart 1988    | Majoor Bosshardt en Corry Konings   |
| 8          | Pasen            | 3 april 1988     | Wilma Driessen                      |
| 9          | Homoseksualiteit | 10 april 1988    | Huub Stapel                         |
| 10         | Blind            | 17 april 1988    | Robert Paul                         |
| 11         | Voortplanting    | 24 april 1988    | met prof. Gerda van Dijk            |
| 12         | Emancipatie      | 1 mei 1988       | Tineke de Nooij                     |
| 13         | Moederdag        | 8 mei 1988       | Jan Lenferink                       |
| 14         | Bloot            | 15 mei 1988      | Koos Postema                        |
| 15         | Knap             | 22 mei 1988      | Astrid Joosten                      |
| 16         | Afscheid         | 29 mei 1988      | Gerard Joling                       |

## Comeback en gebruik in populaire cultuur
- Theo was nog eenmaal te zien in de aflevering Rondom Ons in het programma 30 minuten, ook van Arjan Ederveen.
- Wie, wat, waar gaat het eigenlijk over? is ook een rubriek in de ochtendshow van NPO Radio 2-dj Jan-Willem Roodbeen.
- In een aflevering van GTST zegt huisarts Amir Nazar dat hij een leverworst heeft gewonnen. Dit verwijst naar de herkenningstune van Theo en Thea.

30 minuten ·
De Avondshow met Arjen Lubach ·
Barend blijft aan de gang ·
CAST ·
Cojones ·
Daar Vliegende Panters ·
The Daily Show ·
Dit was het nieuws ·
Draadstaal ·
Egoland ·
Even tot hier ·
Farce Majeure ·
Hadimassa ·
Hoe bestaat het ·
Hotel Hollandia ·
Jiskefet ·
J.J. De Bom voorheen De Kindervriend ·
Kanniewaarzijn ·
Keek op de week ·
Klikbeet ·
Koefnoen ·
Koningshuis the Musical ·
Kopspijkers ·
Koppensnellers ·
Kreatief met Kurk ·
De Kwis ·
Lubach ·
De Luizenmoeder ·
Makkelijk Scoren ·
Medialand ·
NeonLetters ·
Nieuw Zeer ·
De Nieuwste Show ·
Ook dat nog! ·
Panache ·
Pisa ·
Plakshot ·
Promenade ·
Sanne Wallis de Show ·
Simplisties Verbond ·
Spaanders ·
Spotlicht ·
De Stratemakeropzeeshow ·
Studio Spaan ·
Theo en Thea ·
Toren C ·
De TV Kantine ·
Van de Week ·
Van Kooten en De Bie ·
Van Zon op Zaterdag ·
Verona ·
Vlogmania ·
Voor de Show ·
Wat een poppenkast! ·
Wat een Wereld ·
Wegtrekkers & Animal Crackers ·
We zijn weer thuis ·
Zondag met Lubach ·
Zo is het toevallig ook nog 's een keer